# Aubin Kouakou
Aubin Kouakou, né le 27 janvier 1992, est un footballeur ivoirien évoluant au poste de milieu de terrain défensif. Il a également la nationalité tunisienne .

## Clubs
- 2009-2012 : Stade tunisien ( Tunisie)
- 2013-? : Kawkab Marrakech (Maroc)